# Ogadenstilettorm
Ogadenstilettorm (Atractaspis leucomelas), är en ormart inom familjen stilettormar och tillhör släktet jordhuggormar.

## Kännetecken
Jordhuggormar har ett blekt huvud och en rand på ryggen och är giftiga. De har en speciell utfällbar huggtand och ska därför inte hållas bakom huvudet (ormar skadas om de hålls så). De lever på begränsade områden i Etiopien och Somalia, och gräver ner sig i jorden som alla andra arter i släktet jordhuggormar.